# 澹园
澹园，位于北京市东城区东黄城根南街32号，是一座始建于清朝的宅院。

## 历史
该宅院位于东黄城根南街32号，南临小草场胡同，北临东厂胡同。该宅院为清朝光绪年间内务府大臣、曾任粤海关监督的俊启建造的私宅，因为形制逾制而被参劾，查抄之后赐给慈禧太后之弟照祥居住。中华民国时期，照祥的后人将此宅院出售给京汉铁路参赞、华比银行经理柯贞贤为宅，柯贞贤将其改造，命名为“澹园”。1950年代起，该宅院一直作为单位宿舍使用。
“东黄城根南街32号地块”位于东城区黄土岗危改小区3号地内，由北京三吉嘉喜房地产开发有限公司开发。2005年2月21日，北京三吉嘉喜房地产开发有限公司与东城区人民政府以协议方式签订《北京市国有土地使用权出让合同》（合同号20050112），项目宗地面积6700平方米，规划建筑面积3900.2平方米，规划用途是住宅，出让合同明确规定：该项目内的东城区文物保护单位“东皇城根32号院”须按东城区文化委员会的要求原地保护，并且由受让方北京三吉嘉喜房地产开发有限公司投资修缮。2007年1月，发布了东黄城根南街32号居民腾退搬迁公告。但因开发单位北京三吉嘉喜房地产开发有限公司方面提出的安置补偿条件无法满足该院居民的要求，开发单位也缺乏资金，没有能力承担高额拆迁补偿费，导致该院的腾退陷于停顿，截至2012年2月，该院大多数居民仍然继续居住在该院。由于该院尚未腾退，所以北京三吉嘉喜房地产开发有限公司也未进行修缮。
1984年1月10日，该宅院作为“东皇城根南街32号大宅院 ”公布为东城区文物保护单位，文物类别为Ⅲ类古建筑 。2011年6月13日，该宅院作为“东城区东皇城根南街32号宅院”公布为北京市文物保护单位。

## 建筑
该宅院为一组规模很大的建筑群，宽100多米，长约70至80米，东部为住宅，西北部为花园。
- 大门：设在小草厂胡同，坐东朝西，过道大门五间，硬山顶，合瓦皮条脊。大门外有八字影壁。
- 东部：东部为住宅，分成东、西两路南北向的四合院。
  - 东部东路：
    - 东路第一进院：南房五间，东西厢房各三间，各带南耳房两间，东厢房是自西向东的过厅，原来有垂花门及抄手游廊，现已拆除。
    - 东路第二进院：正房五间，带前后廊，两侧耳房各两间；东西厢房各三间，各带南北耳房各一间，各房由周围廊连接。
    - 东路第三进院：正房七间，带前后廊，两侧耳房各一间。院内古树参天，东侧廊现已无存，西侧廊可抵达东路第四进院。
    - 东路第四进院：后罩房十一间。

  - 东部西路：
    - 西路第一进院：南房三间，带前廊，东耳房三间，西耳房一间；东厢房三间，是过厅，可以通往东路第一进院，现已被拆改。
    - 西路第二进院：北房三间，勾连搭三卷屋面，东西厢房是平顶西式房屋，各三间。
    - 西路第三进院：北房五间，悬山顶，西侧是一幢建在八层城砖上的二层硬山式绣楼，南侧有石梯可登上。西路第二、三进院的东、西侧廊连接着南、北各房，而且和东西两跨院相通。
    - 西路第四进院：后罩房七间，都是合瓦过垄脊屋面。
- 西部：西部院落分成东路的花园、西路的戏楼。
  - 西部东路：为花园部分，园内有叠石、假山、若干株高大的古树，院东南侧有一座敞轩，坐东朝西，面阔三间，悬山顶，筒瓦过垄脊屋面。南北两端的游廊连接着花园北部的一组院落，这组院落前是一殿一卷式垂花门，院内有一条甬路通往北房，北房面阔五间，带前廊。
  - 西部西路：位于花园的西侧，为戏楼部分。戏楼坐西朝东，面阔五间，勾连搭悬山顶筒瓦过垄脊屋面，两侧带有扮戏房。戏楼后面沿着西院墙有附属用房八间，为悬山顶；北侧有北房三间，带有东西耳房各一间，东、西两侧有游廊，北房西侧有转角连房九间，南与戏楼后面的平房相连接。院内有多株古树。现在，该宅院已在西墙南端的小草厂胡同西口、东黄城根南街处辟门供进出。[2]

该宅院的建筑宏敞，布局自然，各院落之间有走廊相连接，山石、树木、池沼点缀其中。各主要建筑上的砖、石、木雕非常精美，檐下柁头彩画为沥粉贴金篆字纹饰。北院假山已经拆除，迁移到东单公园。该宅院虽然早已成为大杂院，但建筑基本完整，是北京如今少见的大型四合院建筑群。